# Can Teixidor (la Vall de Bianya)
Can Teixidor és una masia situada al municipi de la Vall de Bianya, a la comarca catalana de la Garrotxa.